# Vi hänger me'
Vi hänger me' är en fotbollslåt skriven av Stikkan Anderson. 
Låten spelades in av den svenske fotbollsspelaren Lennart "Nacka" Skoglund efter VM 1958 i Sverige.
1976 spelade Schytts in låten på albumet "Änglalåtar" som Då e' vi me'', med syfte på IFK Göteborg, med text av Åke Strömmer.
Inför VM 2002 i Japan och Sydkorea gjorde Bo Kaspers Orkester en ny text, som handlar om VM 2002 i ett inför-perspektiv. Bo Kasper skrev den bearbetade texten .